# Războiul greco-italian
Războiul greco-italian (în limbile elenă: Ελληνοϊταλικός Πόλεμος Ellēnoїtalikós Pólemos ori Πόλεμος του Σαράντα Pólemos tou Saránda, "Războiul din '40", italiană: Guerra di Grecia) a fost un conflict armat dintre Italia și Grecia, care s-a desfășurat între 28 octombrie 1940 și 23 aprilie 1941. Acest război a marcat începutul Campaniei din Balcani a celui de-al Doilea Război Mondial. Începând cu data de 6 aprilie 1941, Germania Nazistă a intervenit în război, acest conflict fiind cunoscut ca Bătălia Greciei.

## Politica regională
Motivele războiului se găsesc în politica expansionistă a regimului fascist italian al lui Benitto Mussolini. După venirea la putere a lui Hitler în Germania, Mussolini a început să fie invidios pe succesele aliatului său și a încercat să dovedească că și Italia este capabilă să obțină succese asemănătoare pe arena internațională. Italia a ocupat Albania în primăvara anului 1939 și câteva posesiuni britanice din Africa, (în principal Somalia Britanică în vara anului 1940). Italia nu a reușit însă să obțină succese militare de proporția celor ale Germaniei. În plus, Mussolini dorea să reafirme dominația italiană în Balcani, dominație amenințată de acțiunile Germaniei, (de exemplu, România intrase în sfera de interese germană, după ce acceptase protecția Reichului în zona petrolieră din jurul Ploieștiului), dar și să cucerească baze pe care să le folosească în atacurile împotriva bazelor bazelor britanice din estul Mediteranei.
Pe 28 octombrie 1940, după ce dictatorul grec Ioannis Metaxas a respins ultimatumul italian, forțele italiene au invadat Grecia. Armata elenă a contraatacat și i-a forțat pe invadatori să se retragă, iar, pe la mijlocul lunii decembrie, grecii au reușit să ocupe aproape un sfert din Albania. În martie 1941, ofensiva organizată de italieni a eșuat. La începutul lunii aprilie, germanii au intervenit în favoarea aliaților lor. Începând cu 12 aprilie, armata elenă a început să se retragă din Albania pentru a nu fi încercuită de atacurile combinate italo-germane. Totuși, pe 20 aprilie, armata greacă din Epir a capitulat în fața germanilor, iar pe 23 aprilie 1941 a fost semnat un armistițiu care a pus capăt războiului.
Victoria grecilor în faza inițială a războiului (octombrie 1940) a fost prima victorie terestră aliată din cel de-al Doilea Război Mondial și a ajutat la îmbunătățirea moralului în toată Europa ocupată.
Există istorici militari care apreciază că acest război a avut o influență decisivă asupra întregului război mondial, germanii fiind nevoiți să amâne Operațiunea Barbarossa de invadare planificată a Uniunii Sovietice, pentru a veni în ajutorul Italiei. Această amânare a făcut ca atacul german din URSS să se desfășoare în condițiile iernii grele rusești, ceea ce a dus în cele din urmă la înfrângerea suferită în fața porților Moscovei.

## Contextul general

### Relațiile greco-italiene la începutul secolului al XX-lea
Încă de la unificarea țării, Italia a dorit să capete statutul de „mare putere” și să câștige hegemonia în bazinul mediteranean. Mai târziu, în timpul regimului fascist, crearea unui nou Imperiu Roman, (în care ar fi fost inclusă și Grecia), a devenit unul dintre obiectivele lui Mussolini.
Încă din primele decenii ale secolului, Albania și Insulele Dodecaneze au devenit scena luptei dintre interesele italiene și cele elene. Albania fusese încă de la înființare un protectorat italian. În același timp, Grecia pretindea ocuparea zonei din sudul Albaniei (Epirul Nordic), unde locuia o importantă comunitate elenă. Italia ocupase, după războiul italo-turc din 1912, insulele din sud-estul Mării Egee – Insulele Dodecanez, locuite de o populație compact elenă. Deși în 1919 italienii promiseseră cedarea insulelor după semnarea acordurilor Venizelos-Tittoni, ei au revenit mai apoi și au refuzat să-și respecte angajamentele. Între cele două țări avuseseră loc o serie de confruntări armate după ocuparea Anatoliei, iar Italia s-a plasat de partea naționaliștilor turci în timpul războiului greco-turc din 1919-1922. Noul guvern fascist al lui Mussolini s-a folosit de pretextul uciderii unui general italian la granița greco-albaneză pentru a bombarda și ocupa insula Corfu, cea mai importantă insulă din Arhipelagul Ionian. Aceste insule fuseseră guvernate de Republica Veneției până la sfârșitul secolului al XVIII-lea și reocuparea lor era unul dintre obiectivele expansionismului italian. A urmat o perioadă de normalizare a relațiilor dintre cele două țări, în mod special în timpul guvernării premierului Eleftherios Venizelos (1928-1932), perioadă care a culminat cu semnarea unui „Tratat de prietenie” dintre cele două țări pe 23 septembrie 1928.
Premierul grec Venizelos a făcut eforturi mari pentru normalizarea relațiilor țării sale cu vecinii. După semnarea „Tratatului de prietenie greco-turc” din 1930 și a Pactului Balcanic din 1934, amenințarea din partea Turciei, inamicului tradițional al Greciei, a dispărut. Albania era prea slabă pentru a fi o amenințare, iar Regatul Iugoslaviei, deși a mai făcut periodic presiuni pentru proclamarea unei „zone libere” la Salonic, a păstrat relații bune cu Grecia. În plus, ambele țări se simțeau amenințate de Bulgaria și revizionismul ei. Pretențiile bulgare asupra Traciei apusene a fost o amenințare continuă la adresa securității Greciei în deceniile al treilea și al patrulea. De aceea, atunci când la putere a venit Ioannis Metaxas în 1936, s-au făcut planuri pentru reorganizarea forțelor armate naționale și pentru construirea unei linii fortificate defensive de-a lungul frontierei greco-bulgare. Această linie a fost construită și a fost botezată în cinstea liderului de la Atena Linia Metaxas. În anii care au urmat, armata a beneficiat de mari sume de bani pentru modernizare. Guvernul elen a achiziționat arme noi pentru cele trei ramuri ale forțelor sale militare. Totuși, principalele comenzi de armament făcute în străinătate în 1938 și 1939 au fost onorate doar parțial. Au fost făcute planuri complexe de mobilizare și au fost rechiziționate stocuri importante de hrană și alte provizii necesare în caz de război, stocate în mai multe depozite militare în toate regiunile țării.

### Evenimentele diplomatice și militare în perioada 1939-1940
Pe 7 aprilie 1939, trupele italiene au ocupat Albania, devenind astfel vecinul Greciei. Această acțiune a făcut ca britanicii și francezii să ofere garanții de securitate și teritoriale Greciei. Invazia italiană a Albaniei a oprit desfășurarea oricăror altor planuri ale grecilor, fiind declanșate preparativele pentru un atac italian care părea iminent. Odată cu declanșarea luptelor celui de-al Doilea Război Mondial în Europa, Metaxas a încercat să-și mențină țara în afara conflictului. În timp însă, poziția premierului grec Metaxas a devenit progresiv mai apropiată de cea a Regatului Unit, atitudinea aceasta fiind încurajată de regele George al II-lea, un anglofil convins. În mod ironic, Metaxas era la rândul lui un germanofil, care pusese bazele de-a lungul timpului unor legături economice foarte puternice cu Reichul lui Hitler.
La scurtă vreme după capitularea Franței, Mussolini și-a îndreptat atenția asupra Greciei. În data de 3 iulie 1940, ginerele lui Mussolini și totodată ministrul de externe italian Galeazzo Ciano nota în jurnalul său:
„...Vasele britanice, poate chiar și avioanele, sunt adăpostite și realimentate în Grecia. Mussolini este furios. El a luat hotărârea să acționeze”
Pe 11 august a fost luată decizia:
„Mussolini continuă să vorbească despre un atac fulgerător în Grecia pe la sfârșitul lunii septembrie”.
În același timp, planul original italian de atacare a Iugoslaviei a fost abandonat, parțial datorită opoziției Germaniei, parțial datorită lipsei de mijloacelor de transport necesare.
Pe 12 octombrie 1940, Germania a ocupat câmpurile petroliere românești. Această acțiune, despre care nu a fost informat din timp, l-a înfuriat pe Mussolini. El a considerat inițiativa germană ca pe o implicare a Germaniei în sud-estul Europei, o zonă pe care Italia o considera ca sfera sa exclusivă de influență. Trei zile mai târziu, Il Duce a convocat o ședință la Roma a factorilor responsabili pentru a discuta asupra atacului împotriva Greciei. Numai șeful Marelui Stat Major, mareșalul Pietro Badoglio, a ridicat obiecțiuni împotriva atacului, declarând că armata are nevoie de cel puțin 20 de divizii apte de luptă care să fie folosite la atac, dar comandantul trupelor italiene din Albania, generalul locotenent  Sebastiano Visconti Prasca, a afirmat că este nevoie de doar trei divizii în prima fază a atacului (cucerirea Epirului). Mussolini a fost reasigurat de colaboratorii săi că războiul cu Grecia va fi o campanie de cel mult două săptămâni, iar ministrul de externe Ciano, (care declarase că invazia se poate baza pe o serie de personalități elene coruptibile), a primit sarcina să găsească un casus belli. În săptămâna următoare, țarul Boris al III-lea a fost invitat să participe la invazia împotriva Greciei, dar conducătorul Bulgariei a refuzat să-și implice țara în război.
În Italia a fost lansată o campanie propagandistică împotriva Greciei și au fost întreprinse o serie de acte de provocare, așa precum au fost zborurile neautorizate în spațiul aerian elen sau atacurile aeriene împotriva vaselor grecești. Punctul culminant al provocărilor a fost atins în momentul în care a fost torpilat crucișătorul ușor elen Elli de către un submarin italian în portul Tinos pe 15 august 1940 (sărbătoarea Adormirii Maicii Domnului). În ciuda evidențelor, care demonstra responsabilitate italienilor, guvernul grec a anunțat că atacul a fost declanșat de un submarin a cărui naționalitate este necunoscută. Deși în acest fel au fost păstrate aparențele neutralității, populația Greciei era conștientă cine a fost adevăratul făptaș..

## Ultimatumul italian și reacția elenă

Premierul grec Ioannis Metaxas

În dimineața zilei de 28 octombrie 1940, ambasadorul italian la Atena, Emmanuelle Grazzi, i-a înmânat lui Metaxas un mesaj ultimativ din parte lui Mussolini. În acest mesaj, Il Duce pretindea libera trecere a trupelor italiene prin Grecia către „puncte strategice” nespecificate din interiorul țării. Grecia menținuse relații prietenești cu Germania Nazistă, în special în domeniul economic și premierul s-a așteptat poate la o reacție în sprijinul țării sale din partea aliatului Italiei. Metaxas a respins ultimatumul cu cuvintele „Alors, c'est la guerre” („Atunci, e război!”). Dorința grecilor de a rezista a putut fi rezumată într-un singur cuvânt: Οχι (Ohi), „Nu” în limba greacă. După numai câteva ore, armata italiană a declanșat atacul împotriva Greciei, din bazele deținute în Albania.
Într-o alocuțiune radiodifuzată, Metaxas s-a adresat poporului elen spunând: „A venit vremea ca Grecia să lupte pentru independența ei. Greci, noi trebuie să ne demonstrăm demni de strămoșii noștri și de libertatea pe care ne-au oferit-o. Greci, luptați acum pentru patria voastră, pentru soțiile voastre, pentru copiii voștri și pentru tradițiile sacre. Acum, mai presus de toate, luptați!”  Aproape imediat, populația Greciei a ieșit pe străzi cântând cântece patriotice elene și strigând lozinci antiitaliene. Numeroși voluntari, bărbați și femei, din toate regiunile țării s-au înscris pe listele  birourilor de recrutare ale armatei.  Agresiunea a unit întreaga națiune. Chiar și liderul Partidului Comunist Elen aflat în închisoare, Nikolaos Zachariadis, a trimis o scrisoare deschisă prin care chema la rezistență. Această atitudine a fost oarecum surprinzătoare, deoarece Zachariadis contravenea politicii oficiale a Cominternului și a Uniunii Sovietice (sovieticii erau parte semnatară a Pactului Ribbentrop-Molotov, de neagresiune sovieto-german). Este adevărat că  Zachariadis a trimis mai târziu alte patru scrisori în care îl acuza pe Metaxas că ar fi declanșat un război imperialist și chema soldații greci să  dezerteze și să răstoarne regimul.

## Dispunerea trupelor și planurile de luptă
Frontul cu o lățime de aproximativ 150 km, se întindea pe un teren muntos accidentat, traversat doar de câteva drumuri. Munții Pindului împărțeau frontul în două teatre separate de luptă: cel al Epirului și cel al Macedoniei apusene.
Planul italian de război cu codul Emergenza G presupunea ocuparea Greciei în trei faze. Prima fază era ocuparea Insulele Ioniene și a Epirului. Ar fi trebuit să urmeze, după sosirea unor contingente, străpungerea frontului în Macedonia apuseană și înaintarea spre Salonic, ceea ce ar fi dus la ocuparea întregului nord al Greciei. Faza a treia era reprezentată de ocuparea restului țării. Se spera, în plus, ca Bulgaria să atace Grecia în Macedonia răsăriteană, ușurând astfel sarcina italienilor.
Înaltul Comandament Italian a distribuit pe fiecare teatru de luptă un corp de armată, formate din trupele care se aflau deja în Albania ocupată. Corpul mai puternic, XXV "Ciamuria" din Epir, (format din diviziile de infanterie 23 „Ferrara” și 51 „Siena”, divizia de blindate 131 "Centauro", în total aproximativ 30.000 de oameni și 163 de tancuri) trebuia să atace spre Ioannina, sprijinită pe flancul drept de o brigadă de aproximativ 5.000 de oameni „Grupul Litoral”, iar pe flancul stâng de divizia de elită a vânătorilor de munte nr. 3 „Julia”. Vânătorii de munte trebuiau să înainteze prin Munții Pindului. Celălalt corp de armată, XXVI „Corizza” din sectorul macedonean, (format din diviziile de infanterie 29 „Piemonte” și 49 „Parma”,  la care urma să se adauge și 19 „Venezia”, aflată în deplasare spre linia frontului, avea aproximativ 31.000 de oameni), trebuia să inițial să îndeplinească sarcini defensive. Forța totală italiană care urma să acționeze în Grecia era compusă din 85.000 de soldați, aflați sub comanda generalului locotenent Sebastiano Visconti Prasca.
După ocuparea Albaniei de către italieni, Marele Cartier General elen a pregătit Planul „IB” (Italia-Bulgaria), anticipând o ofensivă combinată italo-bulgară. Planul punea accent pe lupta de apărare a Epirului, cu o retragere graduală pe linia râului Arachthos-Metsovon-râul Aliakmon-Muntele Vermion, cu păstrarea posibilității unei ofensive limitate în Macedonia apuseană. Au fost concepute două variante ale defensivei din Epir, „IBa” – apărarea pe linia frontierei – și „IBb” – apărarea pe o linie mai retrasă. Alegerea variantei optime a fost lăsate la latitudinea comandantului local, generalul maior Charalambos Katsimitros. Un factor important al succesului defensivei s-a dovedit a fi obținerea de către serviciile de spionaj a unor informații despre cea mai probabilă dată de declanșare a atacului italian.
În zona principală de atac al italienilor erau mobilizate următoarele trupe grecești: în Epir – Divizia a 8-a infanterie, (mobilizată complet): în Macedonia apuseană – "Tmēma Stratias Dytikēs Makedonias (Corpul de armată al Macedoniei apusene, inclusiv „Detașamenyul Pind”). În total, forțele grecești din regiune însumau aproximativ 35.000 de oameni, care puteau fi rapid întărite de unitățile din zonele de sud ale țării.
Grecii aveau un ușor avantaj în domeniul infanteriei (3:2) și al artileriei ușoare și a mitralierelor, dar erau total lipsiți de blindate, în vreme ce italienii aveau o superioritate aeriană zdrobitoare. O parte a echipamentului armatei elene era vechi, din timpul primului război mondial, în vreme ce armamentul modern fusese cumpărat din țări care nu fuseseră ocupate de Puterile Axei – Belgia, Franța, șa – ceea ce crea mari probleme pentru procurarea pieselor de schimb și muniției. Pe de altă parte, în rândurile armatei elene luptau numeroși ofițeri veterani ai mai multor decenii de războaie continui, de la războaiele balcanice la primul război mondial și războiul greco-turc din 1919-1922. În ciuda resurselor limitate, armata elene se pregătise foarte serios pentru războiul cu Italia sau Bulgaria. În afară de aceasta, serviciile italiene de spionaj apreciaseră greșit că moralul armatei grecești era scăzut, dimpotrivă, mulți dintre soldații eleni erau dornici de luptă, gata să răzbune scufundarea crucișătorului „Elli”.

## Campania militară

### Ofensiva inițială italiană (28 octombrie 1940 – 13 noiembrie 1940)
Atacul inițial italian din dimineața zilei de 28 octombrie a împins linia de apărare elenă. Corpul „Ciamuria”, având ca vârf de lance al atacului diviziile „Ferrara” și „Centauro” a atacat spre Kalpaki (Elaia), iar grupul „Litoral” a înaintat de-a lungul țărmului Adriaticii și a cucerit un cap de pod peste râul Kalamas. Italienii au întâmpinat greutăți datorită terenului foarte accidentat, tanchetele L3/35 și tancurile medii M13/40 nereușind să se deplaseze pe drumurile noroioase și să urce pe pantele abrupte din zona lor de acțiune.
Pe 31 octombrie, Înaltul Comandament italian  anunța „Unitățile noastre continuă să înainteze în Epir și au atins râul Kalamas în mai multe puncte. Condițiile meteo nefavorabile și acțiunile inamicului aflat în retragere încetinesc acum înaintarea trupelor noastre”. În realitate, acțiunea italiană era lipsită de vigoare și nu beneficiase de factorul surpriză, (nici măcar în cazul atacului inițial aerian). Conducerea atacului italian a fost încredințată unui grup de ofițeri preocupați mai presus de orice de rivalitățile personale. Marea foarte agitată a împiedicat debarcarea planificată în insula Corfu. Până pe 11 noiembrie, italienii cuceriseră Konitsa și ajunseseră pe aliniamentul principalei linii defensive elene. În aceeași zi, Înaltul Comandament italian a dat prioritate teatrului de luptă din Grecia față de cel din Africa de nord. În ciuda tuturor atacurilor repetate, italienii nu au reușit să străpungă frontul defensiv elen, iar, pe 9 noiembrie, atacurile au fost suspendate.
În acel moment, principala amenințare la adresa pozițiilor grecilor o reprezenta înaintarea celor 11.000 de vânători de munte ai diviziei „Julia”, care se îndreptau prin Munții Pindului spre Metsovon în încercarea de a tăia legătura dintre forțele elene din Epir și Macedonia. Divizia „Julia” a obținut o serie de succese la începutul atacului lor. Marele Stat Major elen a ordonat întărirea zonei atacate, care a fost trecută sub comanda Corpului al II-lea de armată elenă. Prima contraofensivă a grecilor a fost lansată pe 31 octombrie, fiind încununată cu un succes limitat. Italienii au reușit să cucerească pe 3 noiembrie Vovousa, la 30 km nord de Metsovon, dar a devenit clar că nu au efectivele și proviziile necesare nu numai să continue înaintarea, dar și să facă față forțelor proaspete grecești care întăreau frontul în zonă.
Contraatacul grecilor a dus la recucerirea mai multor sate, inclusiv a Vovousa, pe 4 noiembrie, ceea ce a dus la încercuirea diviziei „Julia”. S-a încercat întărirea forțelor italiene cu divizia 47 „Bari”, destinată inițial invaziei din Corfu, dar sosirea trupelor de sprijin a fost tardivă, nereușind să schimbe situația de pe front. Vânătorii de munte italieni au luptat cu bravură în condiții dificile meteo și sub atacurile neîntrerupte ale grecilor, dar, pe 8 noiembrie, comandantul diviziei a fost forțat să ordone retragerea spre Konitsa. Retragerea italienilor a durat până pe 13 noiembrie, când toată zona de frontieră a fost curățată de italieni, iar „Bătălia Pindului” s-a încheiat cu o victorie completă a elenilor.
În Macedonia apuseană, dată fiind inactivitatea italienilor, grecii au hotărât să transfere trupe în Epir (Corpul al III-lea cu diviziile 10 și 11 de infanterie și o brigadă de cavalerie). S-a hotărât ca să se organizeze un atac în Albania, care din diferite motive logistice, a fost amânat de mai multe ori până pe 14 noiembrie.
Neașteptata rezistență a grecilor a luat prin surprindere Înaltul Comandament italian, care se așteptase la o victorie ușoară în fața unui inamic intrat în panică. Au fost trimise în grabă mai multe divizii Albania, iar planurile pentru debarcările din diferitele insule grecești au fost abandonate. Mussolini, înfuriat de eșecul ofensivei, a schimbat comandanții italieni, înlocuindu-l pe 9 noiembrie pe Pasca cu Ubaldo Soddu. Imediat după sosirea lui Soddu pe front, acesta a ordonat trecerea trupelor italiene în defensivă. Invazia italiană se dovedise un eșec.

### Contraofensiva elenă și acalmia (14 noiembrie 1940 – 8 martie 1941)
|                                                           |                                                       |                                                     |
| Prima ofensivă italiană 28 octombrie – 13 noiembrie 1940. | Contraofensiva elenă 14 noiembrie 1940 – martie 1941. | A doua ofensivă italiană 9 martie – 23 aprilie 1941 |

Trupele elene de rezervă au început să sosească pe front la începutul lunii noiembrie, în vreme ce inactivitatea bulgarilor le-a permis grecilor să transfere majoritatea diviziilor de la granița bulgaro-greacă pe frontul albanez. Această redispunere a trupelor i-a permis comandantului șef generalul locotenent Alexandros Papagos să asigure superioritatea numerică a grecilor pe la mijlocul lunii noiembrie, condiție obligatorie pentru lansarea unei contraofensive. Pe frontul albaneze grecii concentraseră 11 divizii de infanterie,  două brigăzi de infanterie și una de cavalerie, care trebuiau să lupte cu 15 divizii de infanterie și una de tancuri ale italienilor.
Corpul de armată al Macedoniei apusene  și Corpul al III-lea, întărite continuu cu unități din tot nordul Greciei, au lansat un atac pe 14 noiembrie pe direcția Korytsa. După lupte grele pe linia fortificată italiană, grecii au reușit să străpungă frontul pe 17 noiembrie, cucerind Korytsa pe 22 noiembrie. Datorită indeciziei Înaltului Comandament elen, italienii au reușit să se retragă și să se regrupeze, evitând astfel o înfrângere de proporții.
Atacul din Macedonia apuseană a fost combinat cu o ofensivă generală pe toată lungimea frontului. Corpurile I și II au avansata în Epir și după lupte grele au cucerit Agioi Saranda, Pogradec și Argyrokastron până la începutul lunii decembrie și Himara de Crăciun, ocupând practic tot sudul Albaniei, pe care grecii îl numeau „Epirul Nordic”. Grecii au obținut un succes final prin traversarea pasului fortificat de importanță strategică Klisura pe 10 ianuarie. Grecii nu au mai avut resursele necesare pentru a continua înaintarea spre Berat, iar ofensiva lor spre Valona s-a încheiat cu un eșec. Î timpul luptelor pentru Valona, diviziile italiene Lupi di Toscana, Julia, Pinerolo și Pusteria au suferit pierderi grele, dar până la sfârșitul lunii ianuarie, datorită pe de-o parte aducerii de noi unități italiene de rezervă, iar pe de altă parte datorită problemelor logistice ale grecilor, ofensiva elenă a fost stopată.
Între timp, la mijlocul lunii decembrie, generalul Soddu fusese înlocuit ce generalul Ugo Cavallero. Pe 4 martie, britanicii au trimis primul lor convoi cu trupe și provizii în Grecia – patru divizii, din care două blindate, adică aproximativ 57.000 de soldați..

### Ofensiva italiană de primăvară și atacul german (9 martie 1941 – 23 aprilie 1941)
Impasul în care intraseră luptele pe front a fost întrerupt doar de acțiuni locale, în condițiile în care cele două tabere nu erau suficient de puternice pentru a lansa o ofensivă importantă. În ciuda victoriilor de până atunci, grecii se aflau într-o poziție dificilă, ei golind practic întreaga frontieră nordică de oameni și armament pentru a susține atacul din Albania. Această mișcare de oameni și materiale îi lăsa pe greci fără apărare față de un posibil atac german declanșat din Bulgaria.
Pe de altă parte, italienii, dornici să obțină un succes în Albania mai înainte de intervenția germană, și-au mobilizat forțele pentru lansarea unei noi ofensive cu numele de cod „Primavera”. Au fost concentrate 17 divizii italiene față de cele numai 13 elene, iar Mussolini a supervizat personal atacul hotărât lansat prin Pasul Klisura. Asaltul a durat de pe 9 până pe 20 martie, dar nu a reușit să-și atingă obiectivele programate, ci doar câteva victorii locale. Până la atacul german de pe 6 aprilie, acalmia s-a așternut din nou pe frontul din Albania.
Mai mulți comandanți greci și britanici au cerut retragerea armatei din Epir, astfel încât oamenii și armamentul să fie folosite pentru respingerea atacului german, care părea iminent. În ciuda logicii militare, majoritatea comandanților greci, ca și populația țării, se opuneau abandonării pozițiilor cucerite cu atâtea sacrificii în sudul Albaniei, o retragere din fața italienilor fiind considerată o înfrângere rușinoasă. Din acest motiv, cea mai mare parte a armatei elene – 15 divizii – au fost lăsate pe frontul albanez chiar în timp ce germanii se pregăteau să atace. Generalul Wilson, comandantul corpului expediționar britanic, a numit în derâdere această încăpățânare „doctrina fetișistă conform niciun yard de pământ nu trebuie cedat italienilor”. Astfel, numi șase divizii grecești au fost lăsate să lupte împotriva atacului german..
Începând cu ziua de 6 aprilie, italienii și-au repornit ofensiva în Albania, de această dată coordonată cu atacul german – Operațiunea Marița. Italienii nu au reușit să facă progrese rapide, dar, pe 12 aprilie, în fața înaintării rapide a trupelor germane, Înaltul Comandament elene a cerut trupelor sale să se retragă din Albania. Armata a 9-a italiană a recucerit Korce pe 14 aprilie, Ersekë pe 17 aprilie, iar pe 19 aprilie armata italiană a reușit să cucerească malurile grecești ale lacului Prespa și pe 22 aprilie să atingă granița elenă.
Între timp, armata elenă din Epir a fost tăiată în două pe 18 aprilie, când elemente ale brigăzii motorizate Leibstandarte SS Adolf Hitler a cucerit pasul Metsovon. A doua zi, germanii au cucerit Ioannina, reușind astfel izolarea completă a armatei grecești. Dându-și seama că situația este fără ieșire, generalul locotenent Tsolakoglou, cu acordul altor generali dar fără autorizație din partea lui Papagos, l-a eliberat pe comandantul armatei generalul locotenent Pitsikas și a cerut capitularea în fața forțelor germane ale lui Sepp Dietrich pe 20 aprilie. S-a dorit capitularea în fața germanilor pentru a evita dezonorarea armatei prin capitularea în fața italienilor. Termenii capitulării au fost considerată onorabilă: soldații eleni nu urmau să fie luați prizonieri, iar ofițerii greci puteau să-și păstreze armamentul individual. Mussolini a fost scandalizat de această capitulare unilaterală și, după ce a adresat proteste repetate lui Hitler, ceremonia capitulării a fost repetată pe 23 aprilie, pentru a fi incluși și reprezentanții italieni.
Pe 24 aprilie, trupele italiene au făcut joncțiunea cu cele germane și au atacat regiunea Attica de lângă Atena, în vreme ce trupele britanice erau evacuate în grabă, iar cele bulgare invadau nordul Greciei. Pe 3 mai, după ce și insula Creta a fost cucerită, în Atena, în cinstea victoriei, a fost organizată o paradă militară, la care au participat unități militare italiene și germane. După victoriile împotriva Greciei și Iugoslaviei, Mussolini a început să vorbească din ce în ce mai des în discursurile propagandistice despre „Mare Nostrum”.

## Operațiunile navale
La începutul ostilităților, Marina Regală Elenă era compusă din vechiul crucișător Averof, 10 distrugătoare (4 vechi din clasa Theria, 4 relativ moderne clasa Dardo și două noi clasa Greyhound), 7 torpiloare și 6 submarine vechi. Trebuind să facă față extrem de puternice marine italiene, marina elena s-a limitat la acțiuni de patrulare și escortă de convoaie în Marea Egee. Funcționarea corespunzătoare a marinei elene era esențială pentru mobilizarea completă a armatei, dar și pentru aprovizionarea țării, rutele de transport maritim aflându-se sub amenințarea continuă a avioanelor și submarinelor italiene care acționau din bazele din Insulele Dodecaneze.
Vasele militare grecești au declanșat și o serie de operațiuni ofensive limitate împotriva transporturilor navale italiene din Strâmtoarea Otranto. Distrugătoarele elene au atacat în trei raiduri nocturne curajoase, dar lipsite de rezultate, în pe 15-16 decembrie 1940 și 4-5 ianuarie 1941. Submarinele elene au avut o serie de succese, scufundând mai multe vase italiene.
Marina miltară italiană (Regia Marina) suferise pierderi grele la Taranto produse de Royal Navy, dar mai avea funcționale o serie de crucișătoare și distrugătoare care asigurau convoaiele dintre Italia și Albania. Pe 28 noiembrie, o escadră italiană a bombardat insula Corfu, iar pe 18 decembrie 1940 și 4 martie 1941, vasele militare italiene au bombardat pozițiile armatei elene din zona de coastă a Albaniei.
Începând cu ianuarie 1941, Marina Regală Elenă a îndeplinit în principal sarcini de escortă a convoaielor din și înspre Alexandria, în cooperare strânsă cu vasele militare britanice. În timpul transportului Corpului Expediționar Britanic de la începutul lunii martie, flota italiană a declanșat atacuri împotriva convoaielor cu soldați. Britanicii, informați corespunzător cu ajutorul interceptărilor ULTRA, au acționat în consecință, iar, în timpul bătăliei de la capul Matapan de pe 28 martie, au înfrânt în  mod decisiv flota italiană.
După declanșarea ofensivei germane pe 6 aprilie, situația s-a schimbat rapid. Supremația aeriană germană copleșitoare a dus la pierderi importante din rândurile navelor elene și britanice, iar ocuparea Greciei continentale și mai  târziu a insulei Creta de către germani a pus capăt operațiunilor navale de suprafață Aliate din Mediterana până în 1943.

## Urmări
După cucerirea Cretei de către germani în mai 1941, toate teritoriile grecești se aflau sub controlul Axei. Pentru următorii 3 ani, Grecia a suportat ocupația a trei puteri – Germania, Italia și Bulgaria. În Grecia a luat naștere o mișcare de rezistență puternică, care a reușit să câștige și să mențină controlul asupra celei mai mari părți a zonei muntoase până în 1944. În același timp, forțele militare terestre și marina elene au continuat să lupte alături de britanici în campania din Africa de nord și, mai apoi, chiar în Italia. După retragerea forțelor germane din Balcani în octombrie-noiembrie 1944, Grecia, cu excepția unor garnizoane de pe unele insule izolate, a fost eliberată. La scurtă vreme însă, Grecia a fost aruncată într-un nou conflict, Războiul civil grec.

## Efectele asupra cursului celui de-al Doilea Război Mondial
În ciuda victoriei finală a Axei în campania din  Grecia, rezistența elenă împotriva atacului italian a avut un efect major asupra cursului celui de-al Doilea Război Mondial. Numeroși istorici militari au afirmat că intervenția germană în Balcani a întârziat declanșarea Operațiunii Barbarossa și a provocat Axei pierderi umane (în special în cazul parașutiștilor germani în timpul invaziei din Creta), care a afectat profund operațiunile de pe celelalte fronturi. Adolf Hitler, într-o convorbire cu Leni Riefenstahl, avea să recunoască cu amărăciune că „dacă italienii nu ar fi atacat Grecia și nu ar fi avut nevoie de ajutorul nostru, războiul ar fi avut alt curs. Am fi devansat frigul rusesc cu săptămâni și am fi cucerit Leningradul și Moscova. Nu ar mai fi fost nicio bătălie de la Stalingrad”. În plus, nevoia de menținere a stării de ocupație, de luptă împotriva partizanilor și de luptă împotriva acțiunilor Aliaților, a blocat mai multe divizii germane și italiene pe parcursul războiului. Istoricul Antony Beevor pe de altă parte a afirmat că nu luptele din Grecia au fost cele care au întârziat declanșarea războiului împotriva Uniunii Sovietice, ci ritmul nesatisfăcător al construcție de aeroporturi militare în Europa de Răsărit.
În același  timp, trimiterea corpului expediționar aliat în Grecia a fost motivată mai degrabă de considerente politice. Generalul Alan Brooke comenta retrospectiv că intervenția britanică în Grecia a fost „o eroare strategică clară”, de timp ce a lipsit frontul din Orientul Mijlociu în momente extrem de critice de numeroase trupe și echipamente militare. Corpul expediționar britanic s-a dovedit prea slab pentru a opri înaintarea germană în Grecia, dar ar fi putut juca un rol decisiv în Campania din Africa de nord.
Trebuie recunoscut însă că lupta grecilor a fost un sprijin moral important pentru britanici, care au simțit că nu mai sunt singura putere care se opune forțelor Axei. Rezistența grecilor împotriva trupelor Italiei Fasciste a fost de aceea urmărită cu atenție în  Anglia. Winston Churchill avea să spună: „De acum încolo nu vom mai spune că grecii au luptat ca niște eroi, ci că eroii au luptat precum grecii”.}}
Generalul francez Charles de Gaulle s-a numărat și el printre cei care au apreciat rezistența eroică a grecilor. Într-o scrisoare oficială emisă cu ocazia zilei independenței (25 octombrie), de Gaulle și-a exprimat admirația pentru lupta grecilor: „În numele încă ocupatului popor francez, Franța vrea să transmită felicitările sale poporului elen care luptă pentru libertatea lui. Ziua de 25 martie 1941 îi află pe greci la apogeul luptei lor eroice și la apogeul gloriei lor. De la bătălia de la Salamina, Grecia nu a mai atins măreția și gloria pe care a atins-o azi.}}
La sfârșitul războiului, lupta Greciei alături de Aliați avea să fie răsplătită în 1947 prin anexarea Insulelor Dodecaneze, teritoriul italian populat însă în principal de greci.

## Războiul Greco-Italian în memoria colectivă elenă
Războiul din 1940, numit în Grecia și Épos toú Saránda (Epopeaa anilor 40) (Έπος του Σαράντα) și rezistența greacă în fața invaziei străine este celebrată în fiecare an în Grecia. 28 octombrie, ziua în care Ioannis Metaxas a respins ultimatumul italian, este zi de sărbătoare națională – Ziua Ohi. În Salonic are loc o paradă militară, (care celebrează și ziua eliberării orașului în timpul primului război balcanic, dar și ziua patronului orașului, Sfântul Dumitru), iar în alte orașe au loc parade ale elevilor. Pe clădirile oficiale, dar și pe numeroase alte clădiri publice sau particulare, este arborat drapelul Greciei. În zilele care preced ziua de sărbătoare, posturile de radio și televiziune prezintă emisiuni despre evenimentele din 1940, emit cântece patriotice, în special cele ale lui Sophia Vembo, o cântăreață ale cărei melodii au câștigat o uriașă popularitate în timpul războiuluii. Cu această ocazie sunt cinstiți eroii luptelor împotriva ocupației străine din 1941-1944.

## Privire retrospectivă
Comportarea slabă a forțelor italiene în campania din Grecia poate avea mai multe cauze, care pot explica de altfel toate eșecurile militare italiene din timpul celui de-al Doilea Război Mondial. Generalul Sebastiano Visconti Prasca aprecia în memoriile sale că eșecul campaniei din Grecia poate fi pus pe seama organizării proaste, intereselor divergente ale diferiților șefi militari, corupții și lipsei de cooperare dintre șefii militari. Prasca a comparat rezistența îndârjită a grecilor în Epir cu cea a turcilor în timpul bătăliei de la Gallipoli din primul război mondial. Pe de altă parte, Prasca este considerat unul dintre responsabilii principali ai proastei planificări a atacului, cel care a subestimat puterea grecilor, care a dus în final la eșecul din munții Epirului. Forțele italiene au avut mari probleme tactice, au fost mai slabe la capitolul infanterie – numai două regimente pe divizie.. Pe de altă parte, italienii erau mai puternici la capitolul artilerie și mortiere și se bucurau de superioritate aeriană totală, pe care de altfel nu au reușit să o fructifice. Motivația puternică a luptătorilor eleni, terenul foarte accidentat, care le favoriza defensiva, au jucat un rol important în eșecul campaniei italiene.
Eșecul italian a fost consemnat la strategic, atât la nivelul lui Mussolini, cât și al Marelui Cartier General. La aproximativ o lună mai înainte de declanșarea atacului, pe 1 octombrie, Mussolini a ordonat demobilizarea a aproape o jumătate din armata italiană, o măsură acceptată de Marele Stat Major, în ciuda cererilor unor comandanți direct implicați în operațiunile militare. În plus, subestimarea sistematică a capacităților de luptă ale grecilor a condamnat din start campania italiană. Istoricul italian Renzo De Felice aprecia că: „Superioritatea militară (numerică și tehnică) a fost mereu, în primele luni ale războiului, de partea grecilor. Grecii erau bine informați cu privire la intențiile italienilor și au chemat sub arme aproape 350.000 de oameni până la începutul lunii noiembrie. Italienii au avut doar opt divizii în Albania, (iar două dintre acestea erau angajate în luptă cu armata iugoslavă) în octombrie 1940, în vreme ce grecii aveau inițial 14 divizii bine antrenate să lupte în munții lor. Italienii au atacat inițial cu doar 105.000 de soldați împotriva celor 350.000 de greci. Armata greacă și-a folosit toate resursele disponibile pentru a obține o apărare și pentru un contraatac încununate de succes; ca urmare, atacul german („Operațiunea Marița”) a întâmpinat o rezistență redusă din parte grecilor epuizați, în aprilie 1941”. O scăpare importantă a planificatorilor italieni a fost lipsa oricărui atac împotriva Insulelor Ioniene sau a Cretei, care erau relativ slab apărate, și a căror cucerire ar fi asigurat avanposturi maritime și aeriene importante.